# M/T Nina Borthen
El M/T Nina Borthen fou un petrolier noruec que transportà subministraments durant la Batalla de l'Atlàntic de la Segona Guerra Mundial. Fou avarat el 25 de maig de 1930 i completat a l'agost del mateix any, tot hi que no entraria en servei fins a molt més tard. Quan esclatà la segona guerra mundial es trobava a Galveston. Més tard, estant de camí a Southampton. De camí el comboi on anava fou atacat per bombarders i el Nina Borthen fou danyat. El vaixell rebé reparacions a Southampton i s'embarcà en un altre viatge. Més tard, al juny de 1940, la nau sortí de Milford Haven per anar fins al Golf Pèrsic, però de camí fou enfonsada per un U-Boot alemany.

## Especificacions tècniques

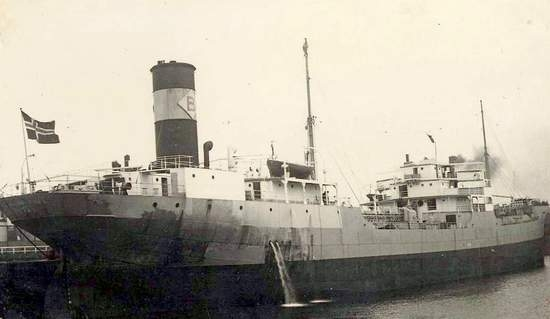
Nina Borthen al 1930

El Nina Borthen fou construït per Armstrong Whitworth & Co Ltd per a Harry Borthen & Co A/S al llarg de l'any 1930 a Willington Quay. Avarat al 25 de maig de 1930 i completada al mes d'agost del mateix any. Tenia un arqueig de 6.123 tones, i una tripulació de 35 mariners. Tenia una eslora de 124,4 metres, una mànega de 16,8 metres i un calat de 9,8 metres. S'impulsava mitjançant un motor d'oli SCSA, amb 6 cilindres i només una sola hèlix. Tenia una potència de 583 cavalls, el que li proporcionava una velocitat de 11 nusos (20,372 km/h).

## Historial de Servei

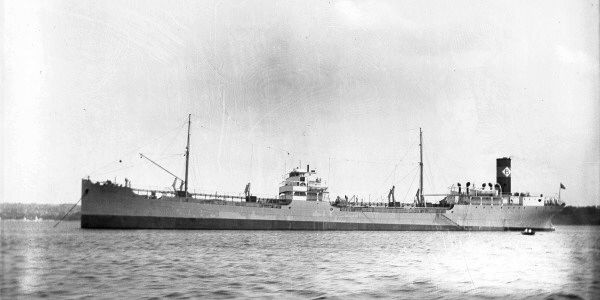
Nina Borthen al 1930

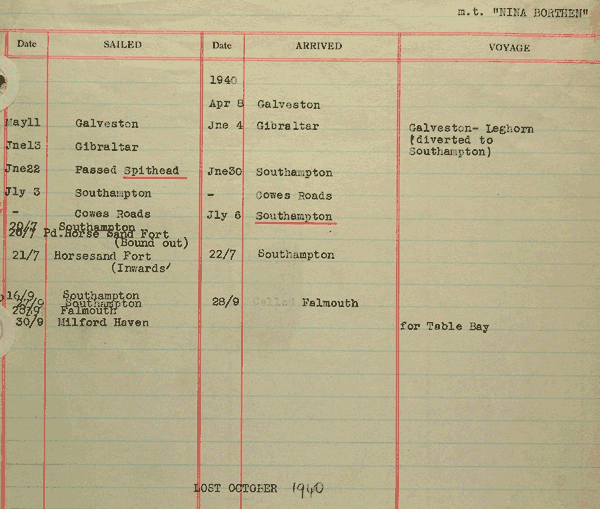
Full de ruta del Nina Borthen al llarg de tot el seu període en actiu. Document proporcionat pels Arxius Nacionals de Noruega.

No hi ha informació respecte a la presència del Nina Borthen fins al 8 d'abril de 1940, quan va arribar a Galveston. Era ancorat allà quan començà la Segona Guerra Mundial. L'11 de maig va iniciar un viatge a Gibraltar, on va arribar el 4 de juny sense incidents. Allà, al 13 de juny, es va unir al comboi HGF 34, de camí a Southhampton. Aquest comboi fou atacat per U-Boots, sent enfonsats els vaixells British Monarch, Baron Loudoun, Otterpool i Tudor. El 21 de juny, el Nina Borthen informà un dels escortes del comboi, el HMS Arabis, haver detectat un U-Boot. Tot i això, el vaixell arribà il·lès a Southampton el 30 de juny.
El 3 de juliol feu un viatge cap a Cowes Roads i tornà a Southampton 3 dies més tard. El 20 de juliol s'uní al comboi CW 7 de camí a Falmouth, però aquest fou atacat en diverses ocasions per més de 80 avions. El vaixell britànic Pulborough resultà enfonsat, i el Nina Borthen i el Kolskegg, una altra nau noruega, foren danyats, però no patiren baixes. Degut a això, el Nina Borthen es va veure obligat a tornar a Southampton. Va arribar el 22 de juliol, i fou reparat allà.
El 27 de setembre abandonà Southampton i arribà a Falmouth el 28. Des d'allà sortí el mateix dia i viatjà a Milford Haven, on arribà el 30. A Milford Haven s'uní a al comboi OB 222 de camí a Table Bay, al Golf Pèrsic, transportant 300 tones de combustible de vaixell. A mig camí va desaparèixer sense deixar cap rastre ni enviar cap missatge, pel que se la va donar per enfonsada. El 19 de desembre, una barca salvavides buida pertanyent al Nina Borthen s'encallà a la costa prop de Dunmore, Irlanda, el que seria l'últim vestigi del vaixell.
El U-Boot Tipus IX U-103, comandat per Victor Schütze, va informar de l'enfonsament d'un petrolier el 6 d'octubre, a la zona general on s'esperava que estigués el Nina Borthen. Schütze donà les coordenades 53N, 26O, però afirmà que, sent de nit, no havia pogut identificar la nau. A les 22:04 el vaixell rebé un impacte de torpede del U-103, que començà a escorar. La tripulació, però, va ser capaç de rectificar-lo. A les 22:14 i les 22:38 va rebre dos torpedes més, i la nau s'escorà de nou, aquest cop a babord. A les 23:30 li impactà un altre torpede, que partí la nau per la meitat. Després d'això s'enfonsà ràpidament, junt amb tota la seva tripulació. No hi va haver cap supervivent.

## Llista de tripulants
En aquesta llista hi ha 32 dels 35 tripulants del Nina Borthen, doncs de la resta no es té constància. D'aquests hi ha 28 norueccs i 7 anglesos. Tots els que hi apareixen, així com els tres desconeguts, varen morir amb l'enfonsament del vaixell.
- Capità Bjarne Nielsen.
- Primer oficial Erling Borthen
- Segon oficial Bertrand Jacobsen
- Tercer oficial Finn Beckmann
- Fuster Gudmund Olsen
- Contramestre Godtfret Block
- Artiller Peder Olsen
- Artiller Martin Sulebust
- Mariner Eilif Hansen Torsøy
- Mariner Håkon Bottolfsen
- Mariner Ragnvald Kragseth
- Mariner júnior Hans Johnsen
- Cadet James Richardson (anglès)
- Cadet George Wilson (anglès)
- Cadet Horace Taylor (anglès)
- Cadet Norman Butler (anglès)
- Primer enginyer Karl Andreassen
- Segon enginyer Trygve Skogmo
- Tercer enginyer Olaf Nielsen
- Mecànic Jacob Lund Bentsen[nota 2]
- Mecànic Oskar Klausen
- Mecànic Kjell Loga
- Mecànic Olaus Sørensen
- Mecànic Evert Ebstein
- Mecànic Jørgen Gundersen
- Fontaner Olag Korsnes
- Greixador Erling Larsen
- Greixador Arnold Feltstykket
- Greixador Jens Olsen
- Greixador Henry Haslam (anglès)
- Cuiner George Self (anglès)[nota 3]
- Grumet Ronald Timms (Guinea Neerlandesa)